# Dan Martin
Daniel "Dan" Martin, född 20 augusti 1986, är en irländsk professionell cyklist. Sedan säsongen 2008 tävlar han för UCI Pro Tour-laget Cannondale-Garmin.
2011 tog Martin sin dittills största seger när han vann en etapp i Vuelta a España. Under våren 2013 vann han överraskande klassikern Liège–Bastogne–Liège före Joaquim Rodríguez och Alejandro Valverde, innan han i juli vann etapp 9 av Tour de France. I oktober 2014 tog Martin hem klassikern Lombardiet runt, efter en sen attack.
Martin har även totalsegrar i etapploppen Katalonien runt och Polen runt.